# Styraxdiplosis
Styraxdiplosis är ett släkte av tvåvingar. Styraxdiplosis ingår i familjen gallmyggor.
Kladogram enligt Catalogue of Life:
| Styraxdiplosis | \| \| Styraxdiplosis caetitensis \| \| \| \| \| \| Styraxdiplosis cearensis \| \| \| \| |
|                | \| \| Styraxdiplosis caetitensis \| \| \| \| \| \| Styraxdiplosis cearensis \| \| \| \| |
|                | Styraxdiplosis caetitensis                                                              |
|                |                                                                                         |
|                | Styraxdiplosis cearensis                                                                |
|                |                                                                                         |